# ココロ空モヨウ
『ココロ空モヨウ』（ココロそらモヨウ）は、関ジャニ∞の楽曲。2013年12月4日にインペリアルレコードから25枚目のシングルとして発売された。

## 概要
- 前作『涙の答え』から約6か月振りのリリース。シングル3か月連続リリースの第1弾[15]。
- CDは初回限定盤、通常盤の2形態で発売。
- 表題曲「ココロ空モヨウ」は、「悲しみに囚われるよりそばにある喜びを分かち合っていこう」「気持ち次第で世界は変わっていくんだよ」という前向きな思いが綴った楽曲となっている[14]。
  - 20thシングル『へそ曲がり/ここにしかない景色』の「ここにしかない景色」以来2作振り、通算7曲目のシングルでのバンド曲である。
  - 同曲は、メンバーの錦戸亮が主演する関西テレビ・フジテレビ系火曜ドラマ『よろず占い処 陰陽屋へようこそ』の主題歌である[13][14]。
- その他、全形態共通のカップリングとして「朝焼けの太陽」、通常盤のカップリングとして「クジラとペンギン」を収録[14]。
- 初回限定盤の特典DVDには、表題曲「ココロ空モヨウ」のミュージック・ビデオとメイキング映像を収録[14]。
- 本作の初回限定盤と通常盤を、CDショップの店頭（ECサイト、ネット販売除く）で2種同時購入すると、先着で「ココロ空モヨウ フォトブック」（A5サイズ・24P）が配布された[16]。
- 初回限定盤と通常盤の初回プレス分には、本作と次作『ひびき』『キング オブ 男!』の連動企画として、2014年5月17日・18日に東京・東京グローブ座、同月24日・25日に大阪・森ノ宮ピロティホールで開催された10周年記念イベント『関ジャニ∞の会2014』[17][18][19]と、クリアファイル3枚セット（「ココロ空モヨウ」「ひびき」「キング オブ 男!」デザイン）のどちらかに応募できる「シングル3タイトル連動応募券」が封入された[20]。
- 2024年1月1日、デビュー20周年を記念し、過去にリリースされた全楽曲が各種音楽ダウンロードサービス、サブスクリプションサービスで配信されることに伴い、表題曲「ココロ空モヨウ」がベストアルバム『GR8EST』の収録曲、同年1月24日には同曲がアルバム『関ジャニズム』の収録曲として配信開始され、同年1月31日には本作の全収録曲の配信も開始された[21][22][23]。

### 各形態概要
| 曲名             | 形態 | 形態 |
| 曲名             | 初回 | 通常 |
| ---------------- | ---- | ---- |
| 朝焼けの太陽     | ○    | ○    |
| クジラとペンギン | ×    | ○    |

| 特典内容                                     | 形態                   |
| -------------------------------------------- | ---------------------- |
| ココロ空モヨウ フォトブック（A5サイズ・24P） | 全形態（初回プレス分） |
| シングル3タイトル連動応募券                  | 全形態（初回プレス分） |
| 三方背ケース仕様                             | 全形態（初回プレス分） |
| 特典DVD（詳細は#特典DVDを参照）              | 初回限定盤             |

## 販売形態
- 発売日：2013年12月4日
  - 初回限定盤（TECI-845：CD+DVD）
    - 三方背ケース仕様
    - シングル3タイトル連動応募券封入

  - 通常盤（TECI-846：CD）
    - 三方背ケース仕様（初回プレス盤のみ）
    - シングル3タイトル連動応募券封入（初回プレス盤のみ）
- 発売日：2015年7月1日
  - 通常盤：再発売（JACA-5541：CD）
    - 自身の所属レコード会社を『テイチクエンタテインメント』から『INFINITY RECORDS』へ移籍したため、INFINITY RECORDSより再発売。
- 発売日：2019年7月12日
  - 通常盤：十五催ハッピープライス盤（JSNC-1525：CD）
    - 自身の配信アプリ『関ジャニ∞アプリ』対応のため、15%オフでの再発売。
- 発売日：2024年1月31日
  - 配信作品
    - デビュー20周年を記念した音楽ダウンロードサービスおよびサブスクリプションサービスでの配信[21][22][23]。

## チャート成績

### シングルチャート順位
- オリコンチャート
  - 初週192,573枚を売り上げ、2013年12月16日付の「オリコン週間 CDシングルランキング」で週間1位を獲得した[2][3]。
    - 12作連続、通算20作目のシングル1位となった[2]。

  - 累計219,812枚を売り上げ、2013年12月度「オリコン月間 CDシングルランキング」で月間3位を獲得した[4]。
  - 累計192,573枚を売り上げ、2013年度「オリコン年間 CDシングルランキング」で年間33位を獲得した[5]。
  - 累計67,709枚を売り上げ、2014年度「オリコン上半期 CDシングルランキング」で上半期42位を獲得した[6]。
  - 2014年度「オリコン年間 CDシングルランキング」で年間88位を獲得した[7]。
- Billboard JAPAN
  - 2013年12月11日公開の「Billboard JAPAN Top Singles Sales」で週間1位を獲得した[9]。
  - 2014年度「Billboard Japan Top Singles Sales Year End」で年間10位を獲得した[11]。

### 各曲チャート順位
- Billboard JAPAN
  - 2013年12月11日公開の「Billboard Japan Hot 100」で表題曲「ココロ空モヨウ」が週間1位を獲得した[8]。
  - 2014年度「Billboard Japan Hot 100」で表題曲「ココロ空モヨウ」が上半期20位を獲得した[10]。
  - 2014年度「Billboard Japan Hot 100 Year End」で表題曲「ココロ空モヨウ」が年間33位を獲得した[12]。

## 収録曲

### CD
※「クジラとペンギン」以降、通常盤・配信作品のみ収録。
1. ココロ空モヨウ - [4:39]
作詞・作曲：UNIST
編曲：Peach
  - 関西テレビ・フジテレビ系火曜ドラマ『よろず占い処 陰陽屋へようこそ』主題歌[14]
2. 朝焼けの太陽 - [4:46]
作詞・作曲：TAKESHI
編曲：久米康嵩
3. クジラとペンギン - [4:55]
作詞：田中秀典
作曲・編曲：野間康介
4. ココロ空モヨウ (オリジナル・カラオケ)
5. 朝焼けの太陽 (オリジナル・カラオケ)
6. クジラとペンギン (オリジナル・カラオケ)

### 特典DVD（初回限定盤）
| #         | タイトル                           | 作詞  | 作曲・編曲 | 時間  |
| --------- | ---------------------------------- | ----- | ---------- | ----- |
| 1.        | 「ココロ空モヨウ」(Music Clip)     |       |            | 4:47  |
| 2.        | 「ココロ空モヨウ」(メイキング映像) |       |            | 16:30 |
| 合計時間: | 合計時間:                          | 21:17 |            |       |

## 参加ミュージシャン
※アルバム『関ジャニズム』のクレジットより。
ココロ空モヨウ
- Drums / Tambourine / Bell tree / Wind Chime：濵﨑大地
- E.Bass：前原利次
- A.Pf：佐藤真吾
- Strings：クラッシャー木村ストリングス
- A.Guitar / E.Guitar / all other instruments：Peach

## 収録作品

### アルバム
ココロ空モヨウ
- 7thアルバム『関ジャニズム』
- 2ndベストアルバム『GR8EST』

### 映像作品

#### ライブ映像
ココロ空モヨウ
- 10thライブDVD/Blu-ray『KANJANI∞ LIVE TOUR JUKE BOX』
- 18thライブDVD/Blu-ray『関ジャニ'sエイターテインメント GR8EST』

クジラとペンギン
- 19thライブDVD/Blu-ray『十五祭』(初回限定盤 特典DVD)

#### ミュージック・ビデオ
ココロ空モヨウ
- 2ndベストアルバム『GR8EST』(完全限定豪華盤 特典DVD)